# Laterispora brevirama
Laterispora brevirama är en svampart som beskrevs av Uecker, W.A. Ayers & P.B. Adams 1982. Laterispora brevirama ingår i släktet Laterispora, divisionen sporsäcksvampar och riket svampar.   Inga underarter finns listade i Catalogue of Life.